# Ophryotrocha paragerlachi
Ophryotrocha paragerlachi är en ringmaskart som beskrevs av Alberto Brito och Nunez 2003. Ophryotrocha paragerlachi ingår i släktet Ophryotrocha och familjen Dorvilleidae. Inga underarter finns listade i Catalogue of Life.